# Аміріє (Марказі)
Аміріє (перс. اميريه /زرشك /) — село в Ірані, у дегестані Ростак, у Центральному бахші, шагрестані Хомейн остану Марказі. За даними перепису 2006 року, його населення становило 387 осіб, що проживали у складі 89 сімей.

## Клімат
Середня річна температура становить 12,45 °C, середня максимальна – 30,85 °C, а середня мінімальна – -9,07 °C. Середня річна кількість опадів – 208 мм.
| Клімат поселення                              | Клімат поселення | Клімат поселення | Клімат поселення | Клімат поселення | Клімат поселення | Клімат поселення | Клімат поселення | Клімат поселення | Клімат поселення | Клімат поселення | Клімат поселення | Клімат поселення | Клімат поселення |
| Показник                                      | Січ.             | Лют.             | Бер.             | Квіт.            | Трав.            | Черв.            | Лип.             | Серп.            | Вер.             | Жовт.            | Лист.            | Груд.            |                  |
| Середній максимум, °C                         | 9,57             | 10,91            | 14,71            | 19,81            | 24,60            | 30,85            | 30,75            | 30,21            | 26,64            | 20,55            | 14,04            | 8,55             |                  |
| Середня температура, °C                       | 0,26             | 1,58             | 5,38             | 10,49            | 15,28            | 21,54            | 24,78            | 24,24            | 20,67            | 14,57            | 8,06             | 2,58             |                  |
| Середній мінімум, °C                          | −9,07            | −7,74            | −3,94            | 1,16             | 5,97             | 12,22            | 18,82            | 18,26            | 14,70            | 8,60             | 2,07             | −3,4             |                  |
| Норма опадів, мм                              | 36               | 34               | 37               | 25               | 16               | 2                | 2                | 1                | 1                | 6                | 20               | 28               |                  |
| Середньомісячна швидкість вітру, м/с          | 1.30             | 2.00             | 2.58             | 2.76             | 2.69             | 2.40             | 2.36             | 2.22             | 2.22             | 2.19             | 2.00             | 1.22             |                  |
| Середньомісячна сонячна радіація, кДж/м²·день | 9907             | 13196            | 15606            | 18811            | 22616            | 26734            | 25713            | 24420            | 21538            | 16138            | 11475            | 9499             |                  |
| --------------------------------------------- | ---------------- | ---------------- | ---------------- | ---------------- | ---------------- | ---------------- | ---------------- | ---------------- | ---------------- | ---------------- | ---------------- | ---------------- | ---------------- |
| Джерело:                                      |                  |                  |                  |                  |                  |                  |                  |                  |                  |                  |                  |                  |                  |